# Colocasiomyina
Colocasiomyina (Okada, 1989) è un piccolo gruppo di insetti dell'ordine dei Ditteri inquadrato al rango di sottotribù (Brachycera: Drosophilidae). Comprende specie tropicali associate ai fiori di Monocotiledoni (Liliopsida).

## Descrizione
I caratteri differenziali di questo gruppo sono stati definiti da Grimaldi (1990) in una revisione della tribù dei Drosophilini istituita da Okada (1989):
- palpi mascellari ricoperti da setole brevi, robuste e ricurve;
- presenza di un numero ridotto di microtrichi interfrontali, ridotto a 4-6;
- parte inferiore (o anteriore) della carena facciale larga e appiattita.

## Sistematica
Okada (1989) ha definito la tribù dei Colocasiomyini, includendola nella sottofamiglia dei Drosophilinae e inserendovi i generi Calodrosophila, Colocasiomyia, Jeannelopsis e Nesiodrosophila (=Dichaetophora).
Grimaldi (1990) ha revisionato la sottofamiglia dei Drosophilinae modificandone drasticamente la suddivisione in tribù. Nell'ambito della revisione, ha scorporato dai Drosophilini sensu Okada i generi Cladochaeta e Diathoneura, istituendo la tribù dei Cladochaetini e ha incorporato nei Drosophilini tutte le altre tribù definite da Okada. Infine, Grimaldi ha suddiviso la tribù dei Drosophilini in due sottotribù, Drosophilina e Colocasiomyina. Delle quattro che Okada aveva affiancato ai Drosophilini, Colocasiomyini è stata la sola mantenuta da Grimaldi, ma portata al rango di sottotribù con l'attuale nome.
Contestualmente alla ridenominazione, Grimaldi sulla base della rilevata polifilia dei Colocasiomyini sensu Okada ha spostato i generi Nesiodrosophila, Calodrosophila e Jeannelopsis nella sottotribù dei Drosophilina e da questa ha separato il genere Baeodrosophila per includerlo nei Colocasiomyina insieme a Colocasiomyia. Nel 2003, a Baeodrosophila e Colocasiomyia sono stati affiancati due nuovi generi, Palmomyia e Palmophila, definiti per includervi quattro nuove specie descritte da Grimaldi. Sultana et al. (2006) hanno rilevato la natura polifiletica del genere Colocasiomyia anticipando l'opportunità di scorporare da questo le specie del gruppo arenga, rappresentate da C. arenga, C. pararenga e C. sagittata. Yafuso et al. (2008) hanno formalizzato lo scorporo istituendo il nuovo genere Arengomyia. In questo lavoro, Yafuso et al. hanno spostato nel nuovo genere le specie di Colocasiomyia del gruppo arenga, riducendo C. pararenga a sinonimo minore di C. arenga, e aggiunto una specie di nuova descrizione, Arengomyia xanthopleura.
La sottotribù dei Colocasiomyina risulta quindi suddivisa in cinque generi, comprendenti nel complesso 35 specie:
- Sottotribù Colocasiomyina
  - Arengomyia Yafuso & Toda, 2008: 3 specie.
  - Colocasiomyia Meijere, 1914 (= Drosophilella Duda, 1923): 23 specie.
  - Baeodrosophila Wheeler & Takada, 1964: 5 specie.
  - Palmomyia Grimaldi, 2003: 1 specie.
  - Palmophila Grimaldi, 2003: 3 specie.

Del genere Colocasiomyia sono note anche altre 44 specie non ancora classificate.

## Biologia
Gli studi condotti sui diversi generi hanno messo in evidenza che i Colocasiomyina sono associati ai fiori di diverse Monocotiledoni, intervenendo nel meccanismo di impollinazione di queste piante. L'associazione che lega questi ditteri al loro ospite vegetale presenta una certa specificità che Sultana et al. identificano, nel caso di Colocasiomyia, come una vera e propria relazione di simbiosi che ha implicazioni sotto l'aspetto evoluzionistico. Le specie del genere Colocasiomyia sono risultate essere monofaghe o oligofaghe su una o più specie della famiglia delle Araceae. Le specie del genere Arengomyia sono invece associate a palme tropicali (Arecaceae), in particolare è nota l'associazione di Arengomyia arenga con la palma Arenga pinnata nell'isola di Giava. Anche le specie descritte da Grimaldi (2003) sono risultate essere associate alle infiorescenze delle palme, in particolare, Palmophila ecuadoriensis su Wettinia maynensis e Palmomyia incerta su Geonoma undata e su Chamaedorea linearis. In merito al genere Baeodrosophila, non si hanno informazioni certe, tuttavia diversi esemplari di quattro specie descritti da Wheeler & Takada (1964) sarebbero stati raccolti da piante del genere Pandanus (Pandanaceae) in isole della Micronesia.

## Distribuzione
L'areale dei Colocasiomyina è limitato alle regioni tropicali dell'America, dell'Asia e dell'Oceania. Colocasiomyia è il genere con la più ampia distribuzione, rappresentato nell'ecozona orientale e nell'ecozona australasiana, mentre gli altri generi sono endemici di una sola regione: Arengomyia nella regione orientale, Baeodrosophila nell'Australasia, Palmophila e Palmomyia nell'ecozona neotropicale.